# Прибрежное (Калининградская область)
Прибрежное — посёлок в Гурьевском городском округе Калининградской области. Входит в состав Низовского сельского поселения. 
Через посёлок ходит маршрутное такси 75 до Калининграда. В поселке конечная остановка автобуса №37.

## Население
| 2002 | 2010 |
| ---- | ---- |
| 314  | ↗444 |

## История
В 1910 году численность населения составляла 43 жителя, в 1933 году — 676 человек, в 1939 году — 766 человек.
В 1946 году Пальмбург был переименован в поселок Прибрежное.